# Sierra Valdivieso
La sierra Valdivieso es una serie encadenada de alturas ubicadas al sur de la isla de Tierra del Fuego entre Chile y Argentina, entre el lago Fagnano y el canal Beagle

## Ubicación
Su orientación es este-oeste.

## Historia
Luis Risopatrón la describe en su Diccionario Jeográfico de Chile (1924):: 917 
Valdivieso (Sierra). 54° 40' 68° 45' Se levanta a unos 1 600de altitud, hácia el S del lago Fagnano o Cami. 72, p. 40; i 156.